# Karin Friis Bach
Karin Friis Bach (født 14. marts 1965 i København) er 2. næstformand i regionsrådet i Region Hovedstaden for Radikale Venstre. Hun blev valgt for i Region Hovedstaden i 2013, blev medlem af forretningsudvalget og formand i Sundhedsudvalget. Efter valget i 2017 blev hun 2. næstformand.
Karin Friis Bach blev i 1990 uddannet farmaceut og har efterfølgende arbejdet med klinisk forskning og godkendelse af lægemidler. Hun har desuden undervist i lægemiddeludvikling på Københavns Universitet.
Privat bor Karin Friis Bach i Veksø, Nordsjælland, hun er gift med tidligere udviklingsminister Christian Friis Bach, og sammen har de tre børn. I 2013 gennemgik Karin Friis Bach en behandling for brystkræft.